# Unendliche Weiten – Ein Raumschiff verändert die Welt
Unendliche Weiten – Ein Raumschiff verändert die Welt (How William Shatner Changed the World bzw. How Techies Changed the World with William Shatner) ist eine Dokumentation des Discovery Channels Kanada in Zusammenarbeit mit dem History Channel und dem britischen Sender Five. William Shatner, Darsteller des Captain Kirk in Raumschiff Enterprise, führt durch das Special und präsentiert Menschen, die sich von Raumschiff Enterprise haben inspirieren lassen und so Fortschritte in der Raumfahrt sowie irdischer Technik und Technologie ermöglichten.

## Ausstrahlung in Deutschland
Unendliche Weiten – Ein Raumschiff verändert die Welt lief am 4. und 5. Juni 2006 zum ersten Mal im deutschen Fernsehen auf dem Discovery Channel. Das Special wurde gesplittet und an zwei Abenden als zweiteilige Dokumentarserie gezeigt. Am 25. September 2006 lief die Serie zum ersten Mal im deutschen Free TV auf DMAX. 
Am 17. und 18. September 2007 zeigte arte den Zweiteiler als Expedition Weltall mit den Folgentiteln Die Zeit des Aufbruchs und Die Zeit der Finsternis. kabel eins wiederholte die Serie am 20. Mai 2009 ebenfalls, diesmal unter dem Titel Die Akte Enterprise – Ein Raumschiff verändert die Welt.

## Awards
Das Doku-Special war 2006 für zwei Emmys sowie drei Gemini Awards nominiert. Den Gemini Award in der Kategorie Best Picture Editing in a Documentary Program or Series hat er 2006 gewonnen. 